# Heraclia transiens
Heraclia transiens är en fjärilsart som beskrevs av Jordan 1913. Heraclia transiens ingår i släktet Heraclia och familjen nattflyn. Inga underarter finns listade i Catalogue of Life.